# Krásna Ves
Krásna Ves é um município da Eslováquia, situado no distrito de Bánovce nad Bebravou, na região de Trenčín. Tem 10,22 km² de área e sua população em 2018 foi estimada em 513 habitantes. Foi citado pela primeira vez em documento oficial no ano de 1208.

## Demografia
| Ano:        | 1994 | 2004   | 2014   | 2024    |
| ----------- | ---- | ------ | ------ | ------- |
| Broj ljudi: | 505  | 510    | 535    | 470     |
| Razlika:    |      | +0,99% | +4,90% | -12,14% |

| Ano:               | 2023 | 2024 |
| ------------------ | ---- | ---- |
| Número de pessoas: | 470  | 470  |
| Diferença:         |      | +0%  |